# Anthoseptobasidium taquarae
Anthoseptobasidium taquarae är en svampart som beskrevs av Rick 1943. Anthoseptobasidium taquarae ingår i släktet Anthoseptobasidium, divisionen basidiesvampar och riket svampar.   Inga underarter finns listade i Catalogue of Life.